# MacOS Mojave
macOS Mojave (versión 10.14) es la decimoquinta versión de macOS (anteriormente OS X), el sistema operativo de Apple para sus ordenadores de escritorio, portátiles y servidores Macintosh. Es la tercera versión del sistema operativo tras el cambio de denominación de OS X a macOS.
Fue anunciada el 4 de junio de 2018 durante la WWDC de ese año como sucesor de macOS High Sierra junto a las nuevas versiones de los otros tres sistemas operativos de los dispositivos de Apple: iOS 12 para iPhone y iPad, watchOS 5 para Apple Watch y tvOS 12 para Apple TV.
Siguiendo el sistema de nombres basado en hitos de California presentado con OS X Mavericks, el nombre "Mojave" se refiere al desierto de Mojave en el estado de California en Estados Unidos
A partir de junio de 2018, los desarrolladores y las versiones beta públicas de macOS Mojave están disponibles. La versión beta del desarrollador está disponible para los miembros del Programa de Desarrolladores de Apple, mientras que la versión beta pública se puso a disposición de los participantes en el Programa de Software Beta de Apple el 26 de junio de 2018.
Se lanzó al público el 24 de septiembre de 2018.
Dentro de las novedades más innovadoras con las que podemos contar es la del "Modo Oscuro". Además, será el último macOS en tener soporte a aplicaciones que funcionen con 32 bits.

## Cambios

### Nuevas características

###### Modo Oscuro y colores de contraste
En MacOS Mojave los usuarios pueden decidir si tienen una interfaz en modo normal o modo oscuro. El nuevo modo oscuro hace que las apps (como Fotos, Mail, iWork, y otras) cambien su interfaz a un fondo negro. Las apps de los desarrolladores pueden optar a hacer esta implementación dentro de sus aplicaciones.
Una característica similar fue añadida en la actualización de OS X Yosemite, donde solo cambiaba el dock y el menu bar.

#### Fondos Dinámicos
Desde las preferencias del sistema, por primera vez podemos disponer de Fondos Dinámicos (Dynamic Desktop en inglés). Consiste en fondos que cambian la iluminación de la imagen según la hora del día automáticamente.

#### Finder
En esta actualización, el Finder ha recibido algunos cambios. Además del rediseño al modo oscuro, podemos encontrar una nueva forma de visualizar los archivos llamada galería. También, encontramos una opción para mostrar los metadatos del archivo. Además, teniendo esta forma de previsualización, podemos modificar los archivos teniendo como ayuda los cambios en la aplicación de Vista Previa.

#### Escritorio
Como una forma de organizar nuestros archivos, llega la opción de pilas (stacks en inglés). Es algo similar a lo que había llegado en OS X Leopard para organizar apps en el Launchpad.

#### Vista Previa
Esta aplicación ha sufrido varias mejoras importantes como la posibilidad de recortar, editar, rotar (entre otros), vídeos, imágenes o audio.

#### App Store
La Mac App Store actualiza su diseño, teniendo una apariencia semejante a la de iOS, introduciendo nuevas funciones como la pestaña descubrir, crear, trabajar, jugar, etc.

#### Nuevas Aplicaciones
Esta actualización trae nuevas aplicaciones de iOS, ahora disponibles en macOS, como es el caso de: Casa, Bolsa y Notas de Voz.

#### Escaneo de documentos
En la aplicación Notas es posible escanear documentos (como hojas, libros, firmas, etc.) con la ayuda de algún dispositivo iPhone, siempre cuando este último esté actualizado a iOS 12.

#### Facetime
En la actualización 10.14.1 de macOS Mojave se integró la opción de poder estar con 32 personas dentro de un grupo en FaceTime, opción que no fue incluida inicialmente y que se encuentra actualmente operativa en iOS 12.

#### Safari
Dentro de las betas de la actualización 10.14.4, es posible ver una nueva función en Safari llamada "autocompletar" con el Touch ID. En la nueva beta de Apple se ha descubierto esta nueva opción que permitirá completar información sensible, consintiendo desde el Touch ID de los MacBook Pro y MacBook Air.

### Sistema Operativo

#### Soporte para 32 bits
Apple ha anunciado que macOS Mojave será su última actualización en ofrecer soporte a aplicaciones que funcionen a 32 bits. Desde macOS High Sierra 10.13.4, cuando algún usuario abre alguna aplicación a 32 bits, sale una advertencia de su futura incompatibilidad. En MacOS Mojave, está advertencia saldrá cada 30 días al abrir la aplicación.

#### Soporte para OpenGL y OpenCL
Con el anuncio del fin de soporte a aplicaciones de 32 bits, Apple añadió que además terminarían con el soporte de OpenGL y OpenCL para potenciar su API (Metal). Esto significa que aplicaciones, sobre todo videojuegos, que funcionen con estos API eventualmente, dejarían de funcionar en las futuras actualizaciones de macOS. Los desarrolladores pueden utilizar Metal para que el juego no quede obsoleto. Aunque oficialmente macOS no sea capaz de soportarlo todavía, el sucesor de OpenGL, se ha anunciado la compatibilidad de Vulkan con este sistema operativo. Sin embargo, a través de la librería MoltenVK, Vulkan puede funcionar en las actualizaciones pero con una compatibilidad limitada.

#### Actualizaciones
Las actualizaciones de macOS ya no se encuentran en la Mac App Store. A partir de esta versión, las actualizaciones se encuentran en las preferencias del sistema.

### Otros

#### Soporte para eGPU
Apple por primera vez ha introducido una opción para que cada aplicación cuente con un soporte oficial para tarjetas gráficas externas (eGPU). De este modo, cada usuario podría elegir cuál aplicación utiliza una tarjeta gráfica, potenciando algunas apps que necesiten potencia gráfica como lo son software de vídeos (por ejemplo: Final Cut Pro X ya cuenta con esta opción).

#### Nuevos Emojis
MacOS Mojave 10.14.1 introdujo 70 nuevos emojis en el sistema, que también son compatibles en iOS 12.1 y WatchOS 5.1.

## Equipos soportados

#### Sistema
Las nuevas protecciones de datos requieren que las aplicaciones obtengan permiso del usuario antes de usar la cámara Mac y el micrófono, o acceder a datos personales como el historial de correo del usuario y la base de datos de Mensajes.
| Producto    | Modelos                         |
| ----------- | ------------------------------- |
| iMac        | Finales de 2013 o más reciente  |
| MacBook     | Finales de 2015 o más reciente  |
| MacBook Pro | Mediados de 2012 o más reciente |
| MacBook Air | Finales de 2012 o más reciente  |
| Mac mini    | Mediados de 2012 o más reciente |
| Mac Pro     | Mediados de 2013 o más reciente |
| iMac Pro    | Finales de 2017 o más reciente  |